# Francis Fox Tuckett

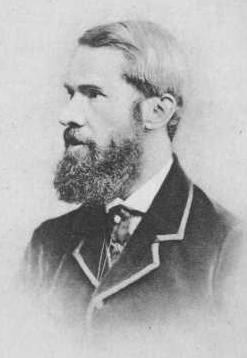
Tuckett en 1868

Francis Fox Tuckett FRGS (10 de febrero de 1834 – 20 de junio de 1913) fue un montañero inglés. Fue vicepresidente del Alpine Club desde 1866 hasta 1868, y un Fellow de la Royal Geographical Society.

## Vida y familia
Tuckett nació en 1834 en la Old House, Frenchay Common, cerca de Bristol, el hijo mayor de Francis y Mariana Tuckett.
Su padre, Francis Tuckett de Frenchay (1802–1868), fue un viajero mundial así como un comerciante de cuero, hortelano, reformista social, filántropo y cuáquero. Él mismo hijo de Philip Debell Tuckett (1749–1816), Francis Tuckett se casó con Mariana Fox (1807–1863), hija de Robert Were Fox el Viejo (1754–1818) y un miembro de la notable familia Fox de Falmouth, el 29 de marzo de 1833. Francis Tuckett estaba en Nápoles cuando murió en 1868.
El abuelo de Tuckett Robert Were Fox el Viejo fue un hombre de negocios cuáquero en Cornualles, mientras que su tío Robert Were Fox el Joven (1789–1877) era un geólogo y filósofo natural quien se convirtió en Fellow of the Royal Society.
Francis Fox Tuckett fue el mayor de cinco hijos, y el único hijo de sus padres. Su hermana mayor Elizabeth Fox Tuckett, nacida en 1835, murió joven, y sus otras hermanas fueron una segunda Elizabeth Fox (1837), seguida por Mariana Fox (1839) y Charlotte Fox (1842).
Tuckett entró en el negocio de su padre como un factor de cuero y fue también un granjero caballero toda su vida, cogiéndose dos o tres meses cada año para la exploración alpina. En 1882, su negocio, bajo el nombre de 'Tuckett and Rake', estuvo a 18 & 20, Victoria Street, Bristol, y fue descrito como 'Leather, Valonia, y Raw Hide factors'.
El 17 de enero de 1896, a la edad de 62 años, Tuckett se casó con Alice Fox mientras estaba en Nueva Zelanda.
Murió en 1913 en su lugar de nacimiento, la Old House, Frenchay Common, y fue enterrado en la Friends' Meeting House en Frenchay.

## Alpinismo
Tuckett fue una de las principales figuras de la edad de oro del alpinismo, subiendo 269 picos y cruzando 687 puertos de montaña. En Scrambles amongst the Alps Edward Whymper llamó a Tuckett "aquel poderoso montañero, cuyo nombre es conocido a todo lo largo y ancho de los Alpes". Geoffrey Winthrop Young llamó el enfoque de Tuckett de la escalada "enciclopédico".
Su primer viaje a los Alpes fue en 1842 en compañía de su padre. Fueron a Chamonix y exploró el Mer de Glace. 

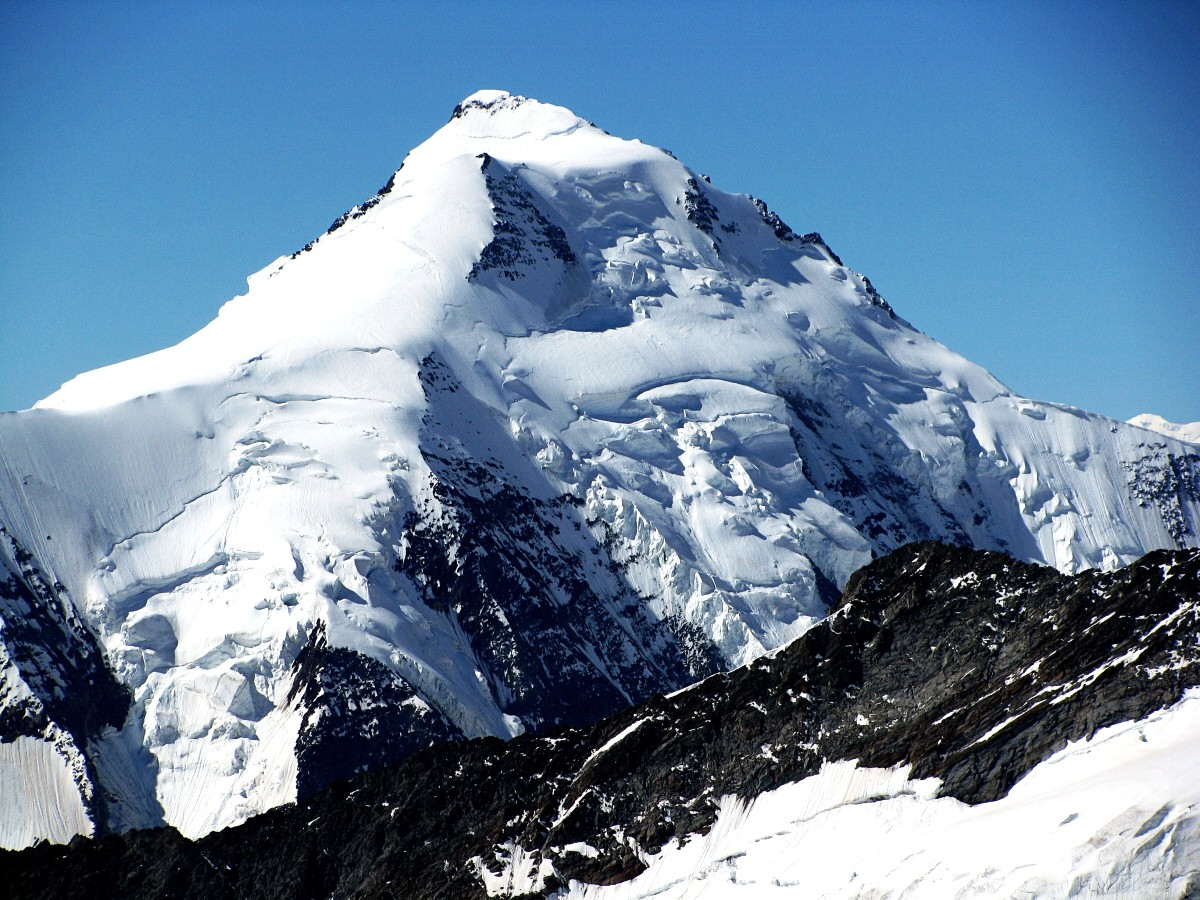
El Aletschhorn desde el norte.

El 18 de junio de 1859 hizo la primera ascensión del Aletschhorn en los Alpes suizos junto con los guías Johann Joseph Bennen, Peter Bohren y V. Tairraz. Aquí mostró su pasión por la observación científica, haciendo cálculos barométricos durante el ascenso y sobre la cumbre en medio de una fuerte galerna. De la escena en la cumbre escribió:

El viento de tal violencia que casi te arrancaba las piernas, nieve torencial, y veinte grados Fahrenheit de helada, no son los compañeros que uno seleccionaria para el examen de tan vasto paisaje... pero... yo sin vacilar mantengo que hay alegría en estas medidas de fuerza de la naturaleza en sus modos más salvajes, un calmado sentido de trabajo hecho, en los dientes de la oposición.

En 1861, Tuckett probó un prototipo de saco de dormir alpino. En pocos años había pereccionado un diseño de bolsa que estaba formado por material de manta con un tejido cubierta de goma por debajo.
Fue pionero en la exploración dentro de los Alpes del Delfinado en los Alpes franceses, en 1862 haciendo el primer cruce del col des Ecrins, el col du Sélé y el col du Glacier Blanc en el macizo des Écrins con los guías Michel Croz, Peter Perren y Bartolommeo Peyrotte. También hizo un intento, con la misma partida, en la montaña más alta de la sierra, la Barre des Écrins todavía sin escalar. En las propias palabras de Tuckett:

Llegado a la meseta [del glaciar de l'Encula] una vista de lo más sorprendente de los Ecrins irrumpieron ante nosotros, y una inspección rápida nos animó a confiar en que su ascenso sería practicable. A los lados de La Bérade y el Glacier Noir presenta, como ya se ha dicho, la cara más cortada a pico e inaccesible que pueda concebirse, pero en la dirección del glaciar de l'Encula, como la parte superior del Glacier Blanc está llamado en el mapa francés, las laderas son menos rápidas, e inmensas masas de névé y séracs la cubren casi hasta la cumbre. La nieve estaba en muy mal orden, y conforme nos hundimos a cada paso por encima de la rodilla, pronto se hizo evidente que nuestras expectativas de éxito eran extremadamente dudosas. Un acercamiento más próximo, también, reveló trazas de aludes frescos, y después de mucha deliberación y un examen cuidadoso a través del telescopio, se deicidió que las posibilidades a nuestro favor eran demasiado pequeñas para desear perder el tiempo en el intento

Según Whymper, Tuckett "se detuvo antes de la Pointe des Ecrins [como entonces se llamaba la Barre], y, desanimado por su apariencia, rindió sus fuerzas para buscar laureles menos peligrosos en otros lugares". La expedición tuvo su beneficio, sin embargo, de "[arrojar] alguna luz sobre los Écrins".

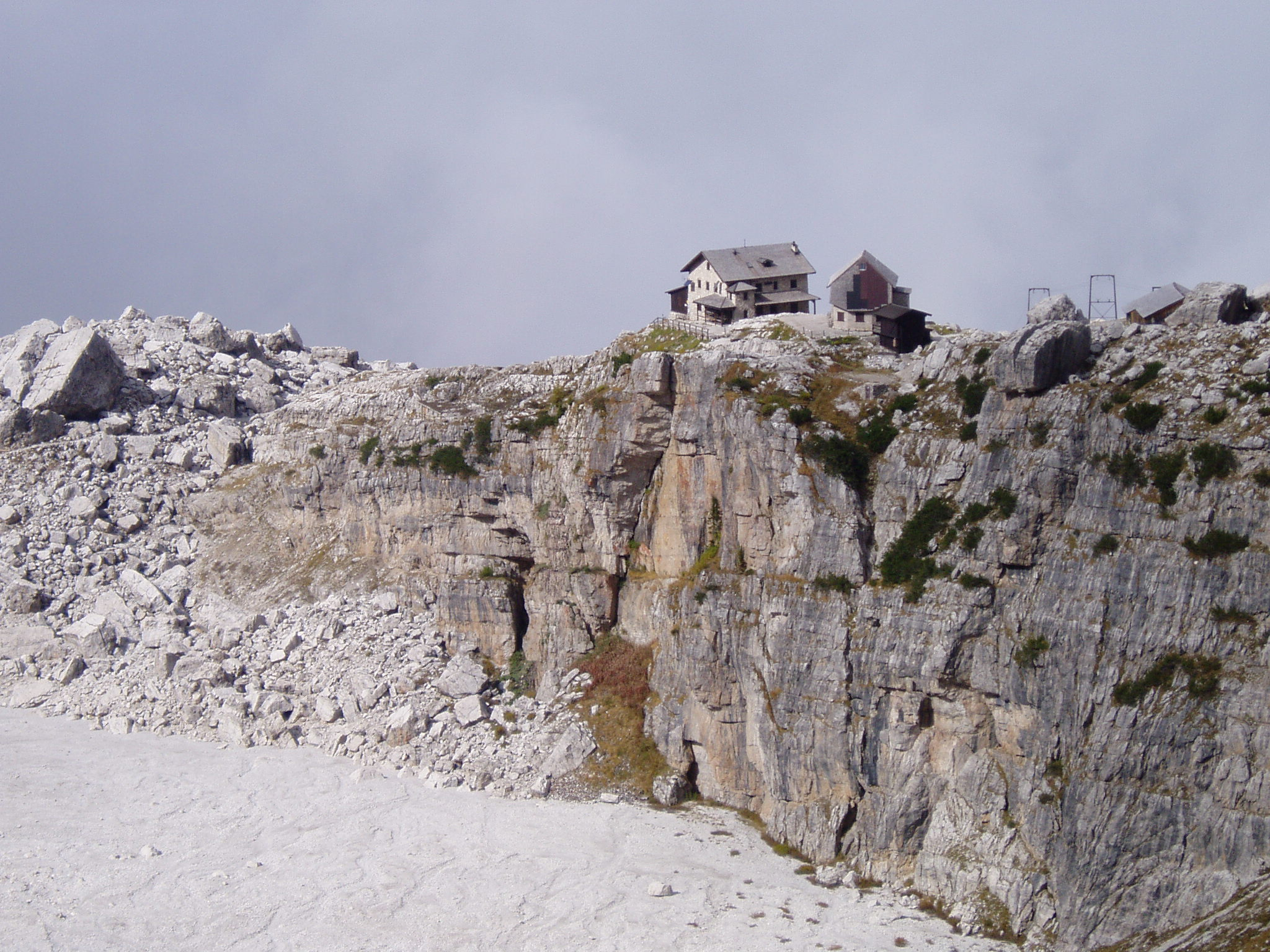
El Refugio Tuckett.

Tuckett fue también uno de los primeros alpinistas que exploró los Dolomitas en Italia; en 1864, junto con Douglas William Freshfield, atravesó el grupo Pale di San Martino en el Trentino  oriental, cruzando los Dolomitas de San Martino por primera vez, una hazaña que sorprendió al mundo montañero pues no tenían mapas y escaso equipamiento, confiando sobre todo en la habilidad y la intuición. En Trentino, los nombres de Tuckett, Freshfield, John Ball, y Edward Robson Whitwell son recordados como los pioneros que pusieron a los Dolomitas en el mapa. En 1871, en los Dolomitas de Brenta, Tuckett, con Freshfield y el guía Devouassou ascendieron la Cima Brenta (3.150 m) a través de la Vedretta di Brenta Superiore en el lado occidental; en aquella época se creía que aquel pico era la cima más alta de la cordillera. El Refugio Tuckett (derecha) por encima de Madonna di Campiglio, originalmente llamada la Berliner Hütte ("Cabaña Berlinesa"), situada a una altitud de 2.272 metros en los Dolomitas de Brenta, se llama así por él, como es la Bocca del Tuckett (2.648 m), un paso entre dos picos rocosos e inclinados que pueden verse desde la cabaña.
En el macizo de la Bernina en Italia y Suiza, Tuckett y E. N. Buxton cruzaron por vez primera el Fuorcla dal Zupò, el paso "bastante difícil" entre Piz Zupò y Piz Argient, junto con los guías Peter Jenny, Christian Michel y Franz Biner el 28 de julio de 1864; en el mismo día, con la misma partida, él hizo su primer cruce de la Fuorcla Crast' Agüzza. En la misma sierra Tuckett y F. A. Y. Brown hicieron la primera ascensión de la arista meridional (o Spallagrat) del Piz Bernina junto con los guías Christian Almer y Franz Andermatten el 23 de junio de 1866. Esta es hoy la ruta normal a la montaña.
Su hermana Charlotte escribió que "Se mantenía en buena forma para su amada búsqueda alpinística por sus paseos diarios hacia Bristol y vuelta, cinco millas cada vez. Solía llegar a casa a las seis y durante más años de los que puedo contar, existió la institución de una tarta de manzana servida con su té".
Otra hermana, Elizabeth, que fue una viajera, escritora y artista por derecho propio, ilustró su Alpine Journal con esbozos. Uno de la primera ascensión del Cimon della Pala por Edward Robson Whitwell en 1870.

## Coleccionista y anticuario
Socio de la Royal Geographical Society y miembro de la British Association for the Advancement of Science, en sus viajes Tuckett formó una colección de objetos que para el año 1917 habían sido donados al Museo Pitt Rivers en la Oxford.
Como miembro del club Clifton Antiquarian, Tuckett publicó artículos anticuarios en sus Proceedings, incluyendo Notes of ancient Norwegian wooden churches (1888) y Notes on ancient Egyptian methods of hewing, dressing, sculpturing and polishing stone (1889).

## Autor
La obra de Tuckett A Pioneer in the High Alps: Alpine Diaries and Letters of F. F. Tuckett, 1856–1874 se publicó póstumamente en 1920.

## Honores
- Caballero de la Orden de los Santos Mauricio y Lázaro desde 1865 y nombrado por el rey Víctor Manuel II de Italia por su obra científica y geográfica en los Alpes italianos[3]